# Schefflenz (gmina)
Schefflenz – miejscowość i gmina Niemczech, w kraju związkowym Badenia-Wirtembergia, w rejencji Karlsruhe, w regionie Rhein-Neckar, w powiecie Neckar-Odenwald, wchodzi w skład związku gmin Schefflenztal. Leży w Baulandzie, ok. 12 km na północny wschód od Mosbach, przy drodze krajowej B292.

## Współpraca
Miejscowości partnerskie:
- Ágfalva, Węgry
- Cunewalde, Saksonia